# Leucandra ramosa
Leucandra ramosa är en svampdjursart som först beskrevs av Burton 1934.  Leucandra ramosa ingår i släktet Leucandra och familjen Grantiidae. Inga underarter finns listade i Catalogue of Life.